# Martin Delany
 (janvier 2023).
Si vous disposez d'ouvrages ou d'articles de référence ou si vous connaissez des sites web de qualité traitant du thème abordé ici, merci de compléter l'article en donnant les références utiles à sa vérifiabilité et en les liant à la section « Notes et références ».
Pour les articles homonymes, voir Delany.
Martin Robison Delany, né le 6 mai 1812 à  Charles Town dans l'État de la Virginie-Occidentale, mort le 24 janvier 1885 à Xenia dans l'État de l'Ohio est un médecin, journaliste, essayiste et abolitionniste américain qui fut le premier Afro-Américain promu au rang d’officier dans l’armée de l'Union pendant la guerre de Sécession. Ses essais ont participé à la naissance du nationalisme noir, de l'identité des Afro-Américains. 

## Biographie

### Jeunesse et formation
Martin Robison Delany est le fils d'un esclave, Samuel Delany qui exerçait le métier de charpentier, et de Pati, une Afro-Américaine libre qui exerçait le métier de couturière dont les parents étaient africains et, selon certains témoignages, ses parents étaient l'un comme l'autre d'origine royale, son arrière grand père paternel était un prince Mandingue et son grand père maternel chef d'un village africain. Alors que Delany n’avait que quelques années, on menaça, du fait des origines de leur père, de faire de lui et de ses quatre frères et sœurs des esclaves. Sa mère présenta ses deux plus jeunes enfants devant une cour de Winchester (Virginie) pour défendre avec succès la liberté de sa famille,,,,.
Martin Delany grandit à Pittsburg dans l'État de Pennsylvanie, en 1831, il y complète ses études secondaires dans un établissement  dirigé par Lewis Woodson (en) (un pasteur de l'Église épiscopale méthodiste africaine, une église méthodiste fondée par l'Afro-Américain Richard Allen) où il étudie le latin, le grec, la littérature anglaise, l’histoire, la géographie, l’économie politique, avec le tutorat de Molliston M. Clark,,. 
Il travaille comme coiffeur et comme ouvrier, suit des cours au Jefferson College (devenu l'université Thomas Jefferson, où il étudie les humanités classiques, le latin et le grec. Il étudie également la médecine, en devenant l’apprenti de plusieurs médecins.

### Carrière
Il s’implique alors progressivement dans les affaires publiques de la ville, au sein du mouvement pour la tempérance ou du mouvement abolitionniste. En 1843, il commence à publier The Mystery, un journal destiné aux Afro-Américains. Après sa rencontre avec William Lloyd Garrison et Frederick Douglass en 1847, il s’associe avec Frederick Douglass pour éditer le North Star, un journal abolitionniste.
Il continue d’étudier la médecine en parallèle de son activité au journal et en 1849 il est accepté à la Harvard Medical School grâce au soutien de plusieurs médecins. Au bout de quelques mois, il est toutefois expulsé en compagnie de deux autres étudiants noirs, à la suite de protestations d'étudiants blancs. Ce renvoi radicalise ses positions ; il publie The Condition, Elevation, Emigration, and Destiny of the Colored People of the United States, Politically Considered, où il considère que n’ayant aucun avenir dans un pays qui refuse de les considérer à l’égal des Blancs, les Afro-Américains doivent se tourner vers la voie de l’émigration et fonder des colonies en Amérique du Sud, en Amérique centrale ou dans les Antilles. En 1854, il organise la Convention nationale pour l’émigration à Cleveland (Ohio) et synthétise ses arguments en faveur de l’émigration dans un manifeste, Political Destiny of the Colored Race on the American Continent. Un voyage au Liberia lui permet de prospecter pour trouver un endroit favorable à la réalisation de son projet ; il obtient un accord avec des chefs de tribus de la région d'Abeokuta, aujourd’hui situé au Nigeria. Après un détour en Angleterre, il rentre aux États-Unis où le début de la guerre de Sécession met un terme à son projet de colonie africaine.
Martin Delaney lutte contre l'épidémie de choléra en 1853 et 1854 à Pittsburgh, alors que la plupart des médecins avaient fui la ville en même temps que les habitants.
Entre 1859 et 1862, il publie sous forme de feuilleton Blake: Or The Huts of America, un roman qui se veut une réponse à La Case de l'oncle Tom d'Harriet Beecher Stowe. Bien qu’il loue sa mise en lumière de la cruauté des propriétaires d’esclaves du Sud du pays, il reproche à Stowe d’avoir dépeint son héros sous les traits d’un Noir passif, qui reste dépendant des Blancs, même dans sa libération.
Durant la guerre, il réclame la possibilité pour les Afro-Américains de l'Union de combattre aux côtés des soldats blancs. Lorsque le président Lincoln autorise l'enrôlement des Afro-Américains, il prospecte dans le Rhode Island, le Connecticut et l'Ohio pour inciter ses camarades à rejoindre les rangs des United States Colored Troops. Au début de l’année 1865, il soumet lors d’une entrevue avec Lincoln l’idée d’un corps de soldats afro-américains dirigés par des officiers noirs. Quelques semaines plus tard, Martin Delany est nommé major.
Après la guerre, il reste un temps au sein de l’armée puis occupe pendant trois ans un poste au Freedmen’s Bureau, en Caroline du Sud. La suite de sa carrière est marquée par de nouveaux postes à responsabilité mais connaît des fortunes diverses. Il meurt le 24 janvier 1885 de la tuberculose.

### Vie privée
Après ses funérailles, Martin Delany est inhumé au Massies Creek Cemetery de Cedarville dans le comté de Greene dans l'État de l'Ohio.

## Essais
Martin Delany est l’un des principaux auteurs afro-américains afrocentristes du XIXe siècle. Ses ouvrages, comme Principia of Ethnology (1879), défendent, sur fond biblique, une origine noire de la civilisation égyptienne.

## Œuvres
Note : les dates des premières éditions ne sont pas toujours connues, ne sont indiquées que les dates des rééditions actuelles.
- (en-US) The Condition, Elevation, Emigration, and Destiny of the Colored People of the United States and Official Report of the Niger Valley Exploring Party, Humanity Books, 25 octobre 1968, rééd. 1 mars 2004, 232 p. (ISBN 9781591021599, lire en ligne),
- (en-US) Search for a Place: Black Separatism and Africa, 1860  (en collaboration avec Robert Campbell), University of Michigan Press, 1 mars 1969, rééd. 1971, 264 p. (ISBN 9780472279104, lire en ligne),
- (en-US) Blake; Or, the Huts of America: A Corrected Edition, Harvard University Press, 30 novembre 1969, rééd. 13 février 2017, 356 p. (ISBN 9780674088726, lire en ligne),
- (en-US) Origins of Race & Color, Skyhorse Publishing, 1990, rééd. 21 février 2018, 96 p. (ISBN 9780933121515),
- (en-US) Robert S. Levine (dir.), Martin R. Delany: A Documentary Reader, University of North Carolina Press, 28 février 2003, 524 p. (ISBN 9780807854310, lire en ligne),
- (en-US) Official Report of the Niger Valley Exploring Party, Createspace Independent Publishing Platform, 4 octobre 2009, rééd. 28 juin 2017, 134 p. (ISBN 9781548305093),
- (en-US) The Origin and Objects of Ancient Freemasonry: Its Introduction into the United States and Legitimacy Among Colored Men, African Tree Press, 9 mars 2015, 36 p. (ISBN 9781592327584),
- (en-US) Principia of Ethnology; The Origin of Races and Color, with an Archeological Compendium of Ethiopian and Egyptian Civilization, from Years of Careful, Theclassics.Us, 12 septembre 2013, 24 p. (ISBN 9781230371290),

### Notices dans des encyclopédies et des manuels de références
- (en-US) Alden Whitman (dir.), American Reformers, New York, H.W. Wilson Co., coll. « An H.W. Wilson Biographical Dictionary », 1er octobre 1985, 935 p. (ISBN 9780824207052, lire en ligne), p. 224-225,
- (en-US) Ronald T. Takaki (dir.), Violence in the Black Imagination : Essays and Documents, New York, Oxford University Press, USA, 1er juillet 1993, 348 p. (ISBN 9780195082494, lire en ligne), p. 79-101 ; 103-214,
- (en-US) Marcellis Blount (dir.), Representing Black Men, New York, Routledge, 19 novembre 1995, 241 p. (ISBN 9780415907590, lire en ligne), p. 73-94,
- (en-US) Clinton Cox (dir.), African American Healers, New York, Wiley, 14 décembre 1999, 169 p. (ISBN 9780471246503, lire en ligne), p. 17-22,
- (en-US) Juliet Byington (dir.), Nineteenth-Century Literature Criticism : Excerpts from Criticism of the Works of Nineteenth-Century Novelists, Poets, Playwrights, Short-Story Writers, & Other Creative Writers, vol. 93, Detroit, Michigan, Gale Group, 23 février 2001, 489 p. (ISBN 9780787645489, lire en ligne), p. 95-185,
- (en-US) James Haskins (dir.), Black Stars of Civil War Times, Hoboken, New Jersey, Wiley, 17 janvier 2003, 123 p. (ISBN 9780471220695, lire en ligne), p. 15-19,
- (en-US) Colin A. Palmer (dir.), Encyclopedia Of African American Culture And History : The Black Experience In The Americas, vol. 2 : C-F, Detroit, Michigan, MacMillan Reference Book, 15 décembre 2005, 899 p. (ISBN 9780028658162, lire en ligne), p. 596-598. ,
- (en-US) Henry Louis Gates Jr. &  Evelyn Brooks Higginbotham, (dir.), African American National Biography, vol. 3 : Chandler - Dickinson, New York, Oxford University Press, USA, 1 décembre 2011, rééd. 15 mars 2013, 621 p. (ISBN 9780199920778, lire en ligne), p. 566-569. ,
- (en-US) Lean'tin Bracks (dir.), The Complete Encyclopedia of African American History, vol. 1 : 400 Years of Achievement, Chalfont, Pennsylvanie, African American Publications, 2014, rééd. 2018, 568 p. (ISBN 9781578595365, lire en ligne), p. 24-25,

### Essais et biographies
- (en-US) Frank A Rollin, Life and Public Services of Martin R. Delany, Arno Press / Blurb, 1969, rééd. 9 janvier 2019, 390 p. (ISBN 9780464747376, lire en ligne),
- (en-US) Victor Ullman, Martin R. Delany: the beginnings of black nationalism, Beacon Press, 1er janvier 1971, 552 p. (ISBN 9780807054406, lire en ligne),
- (en-US) Dorothy Sterling, The Making of an Afro-American: Martin Robison Delany, 1812-1885, Doubleday, 1971, rééd. 22 août 1996, 376 p. (ISBN 9780306807213, lire en ligne),
- (en-US) Curtis W. Ellison, William Wells Brown and Martin R. Delany : A Reference Guide, Boston, Massachusetts, G. K. Hall & Company, 1er janvier 1978, 296 p. (ISBN 9780816180257, lire en ligne),
- (en-US) Tunde Adeleke, Without Regard to Race: The Other Martin Robison Delany, University Press of Mississippi, 2003, rééd. 13 janvier 2004, 320 p. (ISBN 9781578065981, lire en ligne),
- (en-US) Tunde Adeleke, In the Service of God and Humanity: Conscience, Reason, and the Mind of Martin R. Delany, University of South Carolina Press, 5 août 2021, 209 p. (ISBN 9781643361840, lire en ligne)

### Articles dans des revues académiques
Les articles de JSTOR, sont librement accessibles à la lecture en ligne jusqu'à la concurrence de 99 articles par mois.
- (en-US) Edward Magdol & Edward M. Stoeber, « Martin R. Delany Counsels Freedmen, July 23, 1865 », The Journal of Negro History, Vol. 56, No. 4,‎ octobre 1971, p. 303-309 (7 pages) (lire en ligne ),
- (en-US) Roger W. Hite, « "Stand Still and See the Salvation": The Rhetorical Design of Martin Delany's Blake », Journal of Black Studies, Vol. 5, No. 2,‎ décembre 1974, p. 192-202 (11 pages) (lire en ligne ),
- (en-US) Richard Blackett, « Martin R. Delany and Robert Campbell: Black Americans in Search of an African Colony », The Journal of Negro History, Vol. 62, No. 1,‎ janvier 1977, p. 1-25 (25 pages) (lire en ligne ),
- (en-US) Robert M. Kahn, « The Political Ideology of Martin Delany », Journal of Black Studies, Vol. 14, No. 4,‎ juin 1984, p. 415-440 (26 pages) (lire en ligne ),
- (en-US) Tunde Adeleke, « Race and Ethnicity in Martin R. Delany's Struggle », Journal of Thought, Vol. 29, No. 1,‎ printemps 1994, p. 19-49 (31 pages) (lire en ligne ),
- (en-US) Tunde Adeleke, « Martin R. Delany's Philosophy of Education: A Neglected Aspect of African American Liberation Thought », The Journal of Negro Education Vol. 63, No. 2,‎ printemps 1994, p. 221-236 (16 pages) (lire en ligne ),
- (en-US) Tunde Adeleke, « Black Biography in the Service of a Revolution: Martin R. Delany in Afro-American Historiography », Biography, Vol. 17, No. 3,‎ été 1994, p. 248-267 (20 pages) (lire en ligne ),
- (en-US) Jo Ann Marx, « Myth and Meaning in Martin R. Delany's Blake », CLA Journal, Vol. 38, No. 2,‎ décembre 1994, p. 183-192 (10 pages) (lire en ligne ),
- (en-US) Tolagbe Ogunleye, « Dr. Martin Robison Delany, 19Th-Century Africana Womanists: Reflections on His Avant-Garde Politics Concerning Gender, Colorism, and Nation », Journal of Black Studies, Vol. 28, No. 5,‎ mai 1998, p. 628-649 (22 pages) (lire en ligne ),
- (en-US) Tommie Shelby, « Two Conceptions of Black Nationalism: Martin Delany on the Meaning of Black Political Solidarity », Political Theory, Vol. 31, No. 5,‎ octobre 2003, p. 664-692 (29 pages) (lire en ligne ),
- (en-US) Rebecca Skidmore Biggio, « The Specter of Conspiracy in Martin Delany's "Blake" », African American Review, Vol. 42, No. 3/4,‎ hiver 2008, p. 439-454 (16 pages) (lire en ligne ),
- (en-US) Mandy A. Reid, « Utopia Is in the Blood: The Bodily Utopias of Martin R. Delany and Pauline Hopkins », Utopian Studies, Vol. 22, No. 1,‎ 2011, p. 91-103 (13 pages) (lire en ligne ),
- (en-US) Britt Rusert, « Delany's Comet: Fugitive Science and the Speculative Imaginary of Emancipation », American Quarterly, Vol. 65, No. 4,‎ décembre 2013, p. 799-829 (31 pages) (lire en ligne ),
- (en-US) Tunde Adeleke, « “Much Learning Makes Men Mad”: Classical Education and Black Empowerment in Martin R. Delany's Philosophy of Education », Journal of Thought, Vol. 49, No. 1-2,‎ printemps / été 2015, p. 3-26 (24 pages) (lire en ligne ),